# Lutz Hesslich
Lutz Hesslich, né le 17 janvier 1959 à Ortrand, est un coureur cycliste sur piste est-allemand. Spécialiste de la vitesse, il a été champion olympique de la discipline aux Jeux de 1980 à Moscou et de 1988 à Séoul, et quatre fois champion du monde amateur.

## Palmarès

### Jeux olympiques
- Moscou 1980
  -  Champion olympique de la vitesse
- Séoul 1988
  -  Champion olympique de la vitesse

### Championnats du monde

#### Championnats du monde junior
- 1976
  -  Champion du monde junior de vitesse
- 1977
  -  Champion du monde junior de vitesse

#### Championnats du monde amateur
- San Cristóbal 1977

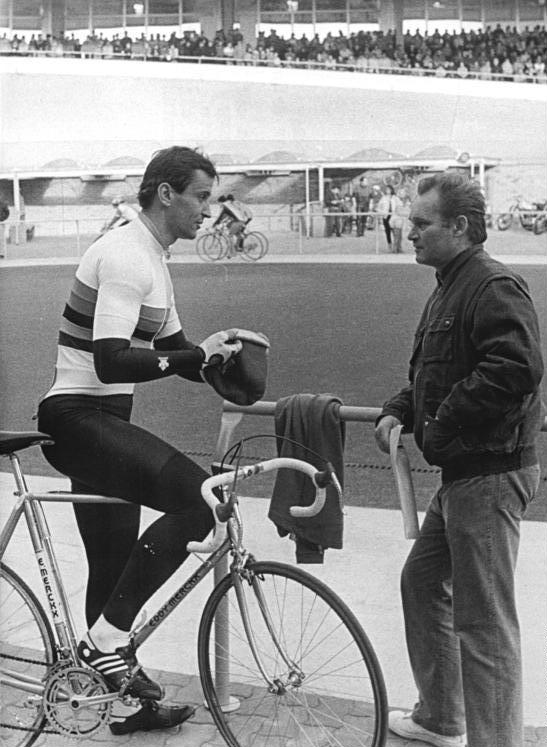
Lutz Hesslich en 1987, vêtu du maillot de champion du monde de vitesse

  -  Médaillé de bronze de la vitesse
- Amsterdam 1979
  -  Champion du monde de vitesse
- Brno 1981
  -  Médaillé d'argent de la vitesse
- Leicester 1982
  -  Médaillé d'argent de la vitesse
- Zurich 1983
  -  Champion du monde de vitesse
- Bassano di Grappa 1985
  -  Champion du monde de vitesse
- Colorado Springs 1986
  -  Médaillé d'argent de la vitesse
- Vienne 1987
  -  Champion du monde de vitesse

### Championnats nationaux
- Champion d'Allemagne de l'Est de vitesse de 1978 à 1980 et de 1982 à 1988

### Autres compétitions
- Grand Prix de Paris en 1978, 1979, 1983, 1985, 1987 et 1988
- Grand Prix de Copenhague en 1982, 1984, 1986, 1987 et 1988